# عضلات الأفغان (فلم)
عضلات الأفغان (بالإنجليزية: Afghan Muscles) هو فيلم وثائقي تم إنتاجه في الدنمارك وصدر في سنة 2006.

## القصة
يبرز الفيلم مدى التحول الثقافي في أفغانستان، وذلك بعد سقوط حكم حركة طالبان المتشددة.

## روابط خارجية
- مقالات تستعمل روابط فنية بلا صلة مع ويكي بيانات